# Terry Phelan
Pour les articles homonymes, voir Phelan.
Terry Phelan (né le 16 mars 1967 à Manchester) est un footballeur irlandais.

## Biographie
Il était l'arrière gauche de l'équipe d'Irlande des années 1990. Il a participé à la coupe du monde 1994 et comptabilise 42 sélections.
Il a joué principalement en Angleterre, notamment à Leeds United, Wimbledon, Manchester City, Everton et Fulham.
Phelan a remporté la FA Cup en 1988 avec Wimbledon.

## Carrière
- 1984-1986 :  Leeds United
- 1986-1987 :  Swansea City
- 1987-1992 :  Wimbledon FC
- 1992- nov. 1995 :  Manchester City
- nov. 1995- déc. 1996 :  Chelsea
- déc. 1996- oct. 1999 :  Everton
- nov. 1999- janv. 2000 :  Crystal Palace
- fév. 2000-2001 :  Fulham FC
- 2001- janv. 2002 :  Sheffield United
- janv. 2002- janv. 2004 :  Charleston
- 2005-2008 :  Otago United[1]

## Palmarès
- Vainqueur de la Coupe d'Angleterre (FA Cup) en 1988 avec Wimbledon
- Champion d'Angleterre de D2 en 2001 avec Fulham

## Sources
- (en) Stephen McGarrigle, The Complete who's who of Irish international football : 1945-1996, Edimbourg, Mainstream Publishing, octobre 1996, 237 p. (ISBN 1-85158-894-9), p. 162-163